# Seki
Seki è una città giapponese della prefettura di Gifu.